# Blebea elongata
Blebea elongata är en skalbaggsart som beskrevs av Marc Lacroix 1994. Blebea elongata ingår i släktet Blebea och familjen Melolonthidae. Inga underarter finns listade.